# Pycnanthus densus
Pycnanthus densus is een zeeanemonensoort uit de familie Actinostolidae.
Pycnanthus densus is voor het eerst wetenschappelijk beschreven door Carlgren in 1921.